# Lindenthaler Hyänenhöhle
Die Lindenthaler Hyänenhöhle war eine in der Eem-Warmzeit und der Weichsel-Eiszeit besiedelte Höhle auf dem heutigen Stadtgebiet von Gera. Sie wurde 1874 bei Steinbrucharbeiten entdeckt und wurde kurze Zeit später abgebaut. Die Ausgrabungen nach der Entdeckung leitete Karl Theodor Liebe. In der Höhle und auf dem Vorplatz fand man Reste von Wildpferden, Höhlenhyänen, Fellnashörnern, aber auch von Höhlenbären, Höhlenlöwen, Mammut, Auerochsen und Rentieren. Den Namen erhielt die Höhle von der Gemeinde Lindenthal (auf deren Gebiet sie sich befand) und der Tatsache, dass alle Tierknochen von Höhlenhyänen angenagt worden sind.
Eine Tafel in der Pfortener Straße erinnert an diese Höhle. Im Geraer Stadtmuseum wurde die Höhle nachgebildet und kann so begangen werden, als Teil der Ausstellung.

## Quellen

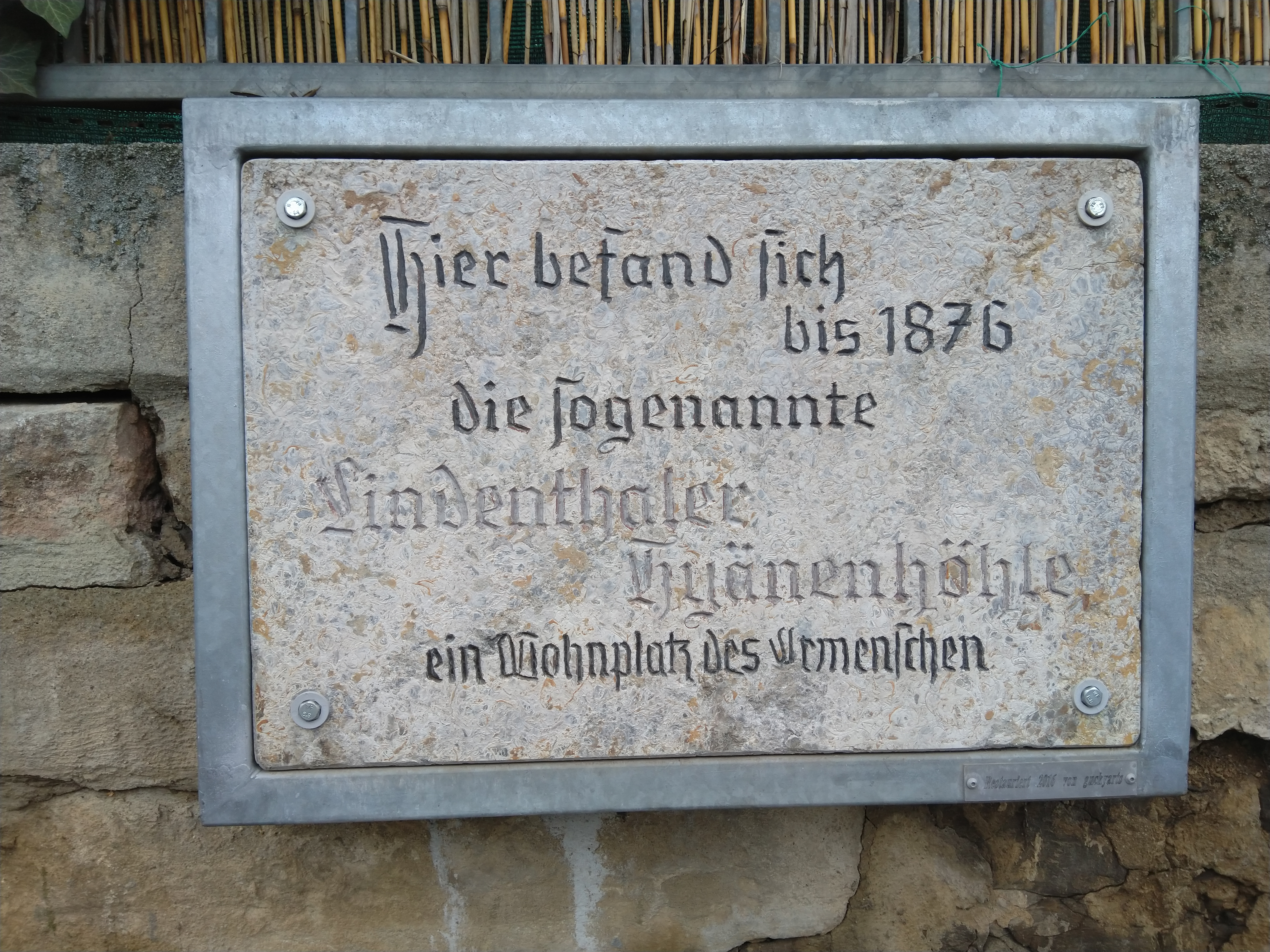
Gedenktafel am Haus Pfortener Straße 18